# Смирнов, Николай Валерьевич
 Никола́й Вале́рьевич Смирно́в (30.01.1967, Кашмаши, Моргаушский район, Чувашия, Россия — 18.08.1994, Таджикистан) — советский и российский военнослужащий, Герой Российской Федерации, командир отделения десантно-штурмовой манёвренной группы 117-го Московского пограничного отряда, младший сержант. Является первым уроженцем Чувашской Республики, которому было присвоено звание «Героя России».

## Биография
Родился 30 января 1967 года в деревне Кашмаши Моргаушского района Чувашской Республики. С пяти лет вместе с родителями проживал в городе Чебоксары. После окончания средней школы № 33, проходил обучение в профессиональном училище № 8. Не окончив училища, пошел работать на Чебоксарский агрегатный завод.
В 1986 году был призван в армию. Службу начал в Туркестанском военном округе. В городе Ашхабаде, в учебной части, рядовой Смирнов стал пулемётчиком. С весны 1987 года был отправлен в ДРА. Младшего сержанта Смирнова назначили командиром отделения пулемётчиков разведывательного батальона. В Афганистане воевал храбро и умело. Об этом свидетельствуют благодарности командования и боевые награды — советские и афганская. В конце 1988 года демобилизовался и начал работать на агрегатном заводе.
В марте 1994 года младший сержант запаса Смирнов подал рапорт с просьбой призвать его на военную службу по контракту. В апреле прибыл в Таджикистан и был назначен командиром отделения десантно-штурмовой манёвренной группы (ДШМГ) Московского пограничного отряда. Группа прикрывала участок границы, охраняемый 12-й погранзаставой имени 25 Героев.
18 августа 1994 года на пост боевого охранения «Тург» 12-й пограничной заставы напали воины Движения исламского возрождения Таджикистана и афганские ополченцы. Под огнём противника младший сержант Смирнов выдвинулся на помощь обороняющимся на правом фланге. Находясь на самом острие удара противника он «занял тактически выгодную позицию и в ходе боя метким огнём уничтожил несколько воинов. Затем уничтожил пулемётный расчёт противника. Постоянно меняя позиции, Смирнов находился на самых опасных и напряжённых участках обороны.

Благодаря своей храбрости и отваге он обеспечил вывод из боя в тыл двух раненых десантников, а затем эвакуацию смертельно раненого лейтенанта Вячеслава Токарева…».
Неравный бой продолжался почти 12 часов. Противник обнаружил пулемёт Смирнова и сосредоточил по нему всю мощь своего огня. Из-за полученных в бою тяжёлых ранений, Смирнов не смог отойти на основную позицию. Бесстрашный пограничник, оказавшись в окружении, отстреливался до последнего дыхания.
Указом президента Российской Федерации от 3 октября 1994 года № 1965 за мужество и героизм, проявленные в бою, младшему сержанту Смирнову Николаю Валерьевичу присвоено звание Героя Российской Федерации посмертно. «Золотая звезда» № 0090 передана на хранение матери.

## Память
24 декабря 1994 года приказом директора Федеральной пограничной службы Российской Федерации имя младшего сержанта Смирнова Николая Валерьевича присвоено 2-й пограничной заставе десантно-штурмовой манёвренной группы 117-го пограничного отряда Группы российских пограничных войск в республике Таджикистан.
На родине имя Николая Смирнова присвоено средней школе № 33 города Чебоксары. В родной деревне на доме, где он родился и жил в 1967—1972 годах, и на стене дома, где он жил в Чебоксарах, установлены мемориальные доски. В профессиональном училище № 8, где учился Герой, установлен памятный щит. Ежегодно воины-«афганцы» Чувашии проводят турнир по волейболу, посвящённый памяти Героя России Николая Смирнова.
В Чебоксарах именем Николая Смирнова названы улица (Ленинский район) и сквер перед школой № 33 (между домами № 14 и № 18 по проспекту Мира). 